# Le Dernier des Duane (film, 1930)
Pour les articles homonymes, voir Last of the Duanes.

Le Dernier des Duane (titre original : The Last of the Duanes) est un film américain réalisé en 1930 par Alfred L. Werker.

## Synopsis
De retour au pays, Buck Duane découvre que son père a été assassiné. Il trouve le meurtrier et cherche à se venger.

## Fiche technique
- Réalisation : Alfred L. Werker
- Scénario : Ernest Pascal, d'après le roman Last of the Duanes de Zane Grey
- Photographie : Daniel B. Clark
- Costumes : Sophie Wachner
- Production : Fox Film Corporation
- Pays d'origine : États-Unis
- Durée : 54 min
- Genre : Western, noir et blanc
- Date de sortie : 1930

## Distribution
- George O'Brien : Buck Duane
- Lucile Browne : Ruth Garrett
- Myrna Loy : Lola
- Walter McGrail : Bland
- Clara Blandick : Mme Duane
- Frank Campeau : Luke Stevens
- Natalie Kingston : La petite amie de Morgan
- Jim Mason : Jim Morgan
- James Bradbury Jr. : Euchre
- Lloyd Ingraham : M. Garrett
- Willard Robertson : Le capitaine des Texas Rangers

Acteurs non crédités
- Ed Brady : un membre de la foule des lyncheurs
- Merrill McCormick : un homme de main
- G. Raymond Nye : Watson